# Wapen van Gramsbergen

Het wapen van Gramsbergen

Het wapen van Gramsbergen werd op 24 november 1819 per besluit door de Hoge Raad van Adel bevestigd. Vanaf 2001 is het wapen niet langer als gemeentewapen in gebruik omdat de Overijsselse gemeente Gramsbergen opging in de gemeente Hardenberg. In 2003 werd een nieuw wapen van Hardenberg verleend gebaseerd op een geheel nieuw ontwerp. Wel werd de markiezenkroon (vijf fleurons) van het wapen van Gramsbergen overgenomen. 

## Blazoenering
De blazoenering van het wapen luidt als volgt:
Van lazuur, beladen met drie goude Bezantijnen. Het schild gedekt met een gouden kroon.
Niet vermeld in de beschrijving is dat het hier om een markiezenkroon gaat, wat geen vanzelfsprekendheid is.

## Verklaring
Het wapen is oud en werd door de voormalige heerlijkheid in elk geval in de zestiende eeuw gevoerd.  Het verhaal gaat dat de bezanten in het wapen opgenomen zijn, omdat in de 12e eeuw een Heer van Gramsbergen van drie kruistochten terugkwam met een gouden byzantyn, als bewijs dat hij in Byzanthium was geweest. Hiervoor zijn geen bewijzen gevonden. Het wapen is in rijkskleuren verleend, waarschijnlijk omdat er geen kleuren bij de aanvraag waren gespecificeerd. Van het geslacht Van Gramsbergen is als wapen een zilveren schild met drie rode bollen bekend.

## Anekdote
In het begin van de 19e eeuw verzocht de koning om alle wapens te laten registreren. De gemeente Gramsbergen antwoordde dat ze geen geweren hadden en dat ze ook geen geld had om geweren aan te schaffen. Na uitleg van de gouverneur dat de koning het gemeentesymbool in de vorm van een schild bedoelde, werd alsnog het stadswapen aangevraagd.

## Verwante wapens

Wapen van Hardenberg